# الحركات السياسية اليهودية
تشير الحركات السياسية اليهودية إلى الجهود المنظمة لليهود لبناء أحزاب سياسية خاصة بهم أو تمثيل اهتمامهم في السياسة خارج المجتمع اليهودي. لم يكن للشعب اليهودي أي أرض منذ وقت حصار الرومان للقدس وحتى تأسيس إسرائيل، وحُرموا عمومًا، حتى القرن التاسع عشر، من الحقوق المتساوية في البلدان التي كانوا يعيشون فيها. كانت الجهود المبذولة لتحرير اليهود وجميع النضالات السياسية اليهودية تقريبًا داخلية حتى القرن التاسع عشر؛ وتعاملت في المقام الأول مع القضايا الدينية أو قضايا طائفة يهودية معينة.

## الحركات الصهيونية
تجسد هدف الصهيونية بإقامة دولة علمانية بالقرب من أرض إسرائيل التوراتية. كانت الصهيونية، أو فكرة استعادة الوطن القومي والهوية المشتركة لليهود، قد بدأت بالفعل في الظهور بحلول منتصف القرن التاسع عشر؛ وذلك مع بعض المفكرين اليهود مثل موزس هس الذي دعا كتابه في عام 1862 بعنوان روما والقدس، القضية القومية الأخيرة اليهود إلى الاستقرار في فلسطين كوسيلة لتسوية القضية القومية. اقترح هس دولة اشتراكية يُنشر فيها اليهود في المناطق الزراعية من خلال عملية «فداء الأرض»؛ والتي من شأنها تحويل المجتمع اليهودي إلى أمة «حقيقية»؛ فيشغل بذلك اليهود الطبقات المنتجة في المجتمع بدلًا من أن يكونوا من طبقة التجار غير المنتجين المتوسطة كما كان ينظر إليهم في أوروبا. يُعتَبَر هس، إلى جانب بعض المفكرين في وقت لاحق مثل نحام سيركين وبير بوروخوف، مؤسس الصهيونية الاشتراكية والصهيونية العمالية، ويُعتبر أيضًا أحد الأسلاف الفكريين لحركة كيبوتس. رأى آخرون مثل الحاخام تسفي كاليشر العودة إلى الوطن اليهودي على أنها تحقيق لنبوءة توراتية من خلال الوسائل الطبيعية.
ازداد اضطهاد اليهود في أوروبا الشرقية حيث لم يحدث التحرر بالقدر الذي حدث في أوروبا الغربية، أو لم يحدث أصلًا، مع مرور القرن التاسع عشر. أُصيب اليهود بصدمة كبيرة لرؤية المدى المستمر لمعاداة السامية من روسيا إلى فرنسا، وهي الدولة التي اعتقدوا أنها موطن التنوير والحرية، إذ بدأ ذلك من المذابح الضخمة المعادية لليهود التي رعتها الدولة في أعقاب اغتيال القيصر ألكسندر الثاني؛ والمذابح الدموية منذ عام 1903 حتى عام 1906 التي خلفت آلاف القتلى اليهود والعديد من الجرحى، واستمرارًا مع قضية دريفوس في فرنسا في عام 1894.
نشر جوداه ليب بينسكر كتيب التحرر الذاتي في الأول من يناير عام 1882 كرد فعل على العامل الأول. أصبح الكتيب مهمًا لدى الحركة الصهيونية السياسية. كان من المفترض أن تحقق الحركة زخمًا تحت قيادة الصحفي النمساوي اليهودي، تيودور هرتزل، الذي نشر كتيبه بعنوان الدولة اليهودية في عام 1896. كان هرتزل مناصرًا للاندماج قبل قضية دريفوس، ولكنه اقترح بناء دولة يهودية منفصلة بعد رؤيته كيف تعاملت فرنسا مع رعاياها اليهود المخلصين. نظم هرتزل المؤتمر الصهيوني الأول في بازل بسويسرا، الذي أسس المنظمة الصهيونية العالمية، وانتخب هرتزل كأول رئيس لها في عام 1897. أصبحت الصهيونية، بأشكالها المختلفة، أكبر حركة سياسية يهودية بعد قيام الدولة، وذلك على الرغم من مشاركة أكثرية اليهود في السياسة الوطنية للدول التي يقيمون فيها.

## الحركات السياسية اليهودية الحديثة
ما تزال الصهيونية هي الحركة السياسية العابرة للحدود المركزية لمعظم اليهود؛ وذلك على الرغم من أنها انقسمت إلى مجموعة متنوعة من الفروع والفلسفات التي تمتد بين الطيف السياسي من اليسار إلى اليمين. ينشط اليهود أيضًا في الحكومة في العديد من البلدان التي يعيشون فيها، وكذلك في منظمات الجالية اليهودية التي غالبًا ما تتخذ مواقف سياسية.

### خارج إسرائيل
كان اليهود في أوروبا والأمريكتين يميلون تقليديًا في القرن العشرين إلى اليسار السياسي؛ ولعبوا أدوارًا رئيسية في ولادة الحركة العمالية وكذلك الاشتراكية. مال اليهود المحافظين سياسيًا إلى دعم التعددية بشكل أكثر اتساقًا من العديد من العناصر الأخرى في اليمين السياسي، وذلك في الوقت الذي مُثِّل فيه الشتات اليهودي أيضًا في الجانب المحافظ من الطيف السياسي. يربط دانيال جيه. إيلازار هذا الميل للتعددية بحقيقة أنه لا يُتوقع من اليهود التبشير، وجادل بأنه بينما يتوقع كل من المسيحية والإسلام دولة عالمية واحدة، فإن اليهودية لا تفعل ذلك. يقترن هذا النقص في وجود دين عالمي بحقيقة أن معظم اليهود يعيشون كأقليات في بلدانهم، وأنه لا توجد سلطة دينية يهودية مركزية منذ أكثر من 2000 عام. 
يوجد أيضًا عدد من المنظمات العلمانية اليهودية على المستويات المحلية والوطنية والدولية. تلعب هذه المنظمات غالبًا دورًا مهمًا في المجتمع اليهودي. تمتلك معظم المجموعات الكبرى، مثل هداسا والجاليات اليهودية المتحدة، قيادة منتخبة. لا تمثل أي مجموعة علمانية المجتمع اليهودي بأكمله، وغالبًا ما يكون هناك جدل داخلي كبير بين اليهود حول المواقف التي تتخذها هذه المنظمات بشأن الشؤون التي تتعامل مع المجتمع اليهودي ككل، مثل معاداة السامية والسياسات الإسرائيلية. تمثل المجتمعات اليهودية المتحدة العلمانية، المعروفة سابقًا باسم النداء اليهودي الموحد، في الولايات المتحدة وكندا اليوم أكثر من 150 اتحادًا يهوديًا و400 مجتمع مستقل في جميع أنحاء أمريكا الشمالية.
تملك كل مدينة أمريكية رئيسية «اتحادًا يهوديًا» محليًا، ويملك العديد منها مراكز مجتمعية متطورة تقدم فيها الخدمات، وخاصة فيما يتعلق بالرعاية الصحية. تجمع هذه المراكز مبالغ قياسية من الأموال لأسباب خيرية وإنسانية في أمريكا الشمالية وإسرائيل. تمثل منظمات أخرى مثل رابطة مكافحة التشهير، والكونغرس الأمريكي اليهودي، واللجنة اليهودية الأمريكية، ولجنة الشؤون العامة الأمريكية الإسرائيلية، والمنظمة الصهيونية الأمريكية، والأمريكيون من أجل إسرائيل آمنة، وبناي بريث وجماعة أجوداث إسرائيل قطاعات مختلفة من الجالية اليهودية الأمريكية في مجموعة متنوعة من القضايا.
أحدث القرن الحادي والعشرون تغييرات في الميول السياسية للجاليات اليهودية في الشتات. يتحول الناخبون ضمن أكبر جاليتين يهوديتين في الشتات في الولايات المتحدة وكندا من الميول الليبرالية إلى الميول الأكثر تحفظًا. أظهر استطلاع رأي أجرته شركة إيبسوس ريد في عام 2011 للناخبين في الانتخابات الفيدرالية لكندا أن 52% من الناخبين اليهود يؤيدون المحافظين، و24% منهم يؤيدون الليبراليين و16% يؤيدون الحزب الوطني الديمقراطي، مما يعكس «تحولًا هائلًا في تفضيل الناخبين بين اليهود الكنديين». يبدو أن هذا التحول يعكس التوافق مع حكومة الائتلاف اليمينية برئاسة رئيس الوزراء الإسرائيلي بنيامين نتنياهو ووجهات نظرها بشأن أمن إسرائيل.
أظهر استطلاع نشرته صحيفة جيويش كرونيكل في أوائل عام 2015 أن الجالية اليهودية في بريطانيا العظمى، في القرن الحادي والعشرين، تميل أيضًا إلى الحزب المحافظ. صوت 69% من بين اليهود البريطانيين الذين شملهم الاستطلاع لحزب المحافظين، بينما صوت 22% منهم لحزب العمال. يتناقض ذلك بشكل كبير مع بقية الناخبين، الذين وفقًا لاستطلاع أجرته هيئة الإذاعة البريطانية بي بي سي، كان المحافظون والعمال متعادلين تقريبًا بحوالي الثلث في كل منهما. كان اليهود عادةً جزءًا من الطبقة الوسطى البريطانية، وهي الموطن التقليدي لحزب المحافظين، على الرغم من أن عدد اليهود في مجتمعات الطبقة العاملة في لندن في انخفاض. تصوت الكتلة الانتخابية الرئيسية من اليهود الأفقر في بريطانيا الآن، المكونة في الأساس من الأرثوذكس المتشددين، «بأعداد كبيرة» للمحافظين. تؤثر المواقف تجاه إسرائيل على تصويت ثلاثة من أصل أربعة من اليهود البريطانيين.